# 1236
1236 (MCCXXXVI) var ett skottår som började en tisdag i den julianska kalendern.

## Händelser

### Juni
- 29 juni – Córdoba erövras av Kastiliens soldater från emir Ibn Hud al-Yamadi som en del av Reconquista.[1]

### September
- 22 september – Litauerna besegrar Svärdsriddarorden i det avgörande slaget vid Saule.

### Okänt datum
- Jarler (Jarlerius) blir ny svensk ärkebiskop.
- Hedningarna i Tavastland revolterar mot kristendomen. De mördar kristna barn, lemlästar kristna präster och offrar kristna samt stöds av novgoroderna.
- Påven utfärdar till ärkebiskopen i Uppsala en korstågsbulla mot tavasterna.
- Alexander Nevskij blir furste av Republiken Novgorod.
- Tornerspel vid Tickhill i England urartar i strid mellan nord och syd, fred återställs av ablegat.[2]

## Födda
- Albrekt den store av Braunschweig, hertig av Braunschweig.
- Violanta av Aragonien, drottning av Kastilien.

## Avlidna
- 1 maj – Iltutmish, sultan i Delhi.
- 6 maj – Roger av Wendover, engelsk benediktinmunk och krönikeskrivare.
- 29 juli – Ingeborg av Danmark, drottning av Frankrike.

### Fotnoter
1. ↑  Peter Linehan (1999). ”Chapter 21: Castile, Portugal and Navarre”. The New Cambridge Medieval History c.1198-c.1300. Cambridge: Cambridge University Press. sid. 670. ISBN 052136289X
2. ↑  David Hey, Medieval South Yorkshire